# Мистер Холмс
«Ми́стер Хо́лмс» (англ. Mr. Holmes) — британо-американский детективный художественный фильм 2015 года американского кинорежиссёра Билла Кондона. Сценарий основан на романе американского писателя Митча Каллина 2005 года «Пчёлы мистера Холмса» (англ. A Slight Trick of the Mind). 
Главную роль знаменитого лондонского частного сыщика Шерлока Холмса исполнил британский актёр Иэн Маккеллен. 
Премьера фильма состоялась на 65-м Берлинском международном кинофестивале 8 февраля 2015 года. В Великобритании фильм вышел в прокат 19 июня 2015 года. Премьера фильма в России состоялась 25 февраля 2016 года.

## Сюжет
1947 год. 93-летний известный британский сыщик Шерлок Холмс, давно ушедший на пенсию и переехавший из Лондона в сельскую глушь, живёт теперь в Суссексе вместе с домработницей миссис Манро и её сыном Роджером. Холмс занимается пчеловодством и пытается вернуть свою увядающую память с помощью специального желе из японского перца, которое ему подарили во время недавней поездки в Хиросиму. Любознательность и доброта Роджера очаровывают Холмса: он всё больше времени проводит в его компании и в итоге привязывается к нему как к собственному внуку. Холмс также пытается вспомнить своё последнее дело тридцатилетней давности, заставившее его перестать заниматься частными расследованиями, так как литературное описание тех событий его другом доктором Ватсоном вызвало у него разочарование. В итоге постепенно, под влиянием мальчика Роджера, он вспоминает подробности того дела.
В 1917 году, после окончания Первой мировой войны, когда Ватсон съехал с Бейкер-стрит, у Холмса появился очередной клиент по имени Томас Келмот. Его жена Энн перенесла два выкидыша и с тех пор очень сильно изменилась и отстранилась от мужа, что Томасу кажется подозрительным. Он просит Холмса выяснить, что она скрывает и чем на неё так влияют новые занятия по музыке. Шерлок длительное время следит за девушкой и видит то, что кажется махинациями при планировании убийства: покупка яда, опустошение счетов Томаса за счёт копирования его подписи, передача полученных денег симпатичному юноше. Однако затем Холмс понимает, что это просто спектакль, разыгранный специально для него: на самом деле миссис Келмот была раздавлена депрессией из-за выкидышей и решила покончить с собой. Счета мужа она опустошила ради того, чтобы заплатить за яд и изготовление надгробных камней для себя и нерождённых детей (о надгробиях для детей она ранее умоляла мужа, но тот отказался, считая это нелепым), а молодой человек, которому она передала конверт с деньгами, был камнетёсом. Холмс решает с ней поговорить, и она просит его разделить с ней это чувство одиночества, которое её переполняет. Однако Шерлок, привыкший к жизни одинокого интеллектуала, не решается поддаться искушению и просит Энн вернуться к мужу; она соглашается и в присутствии Холмса выливает яд на землю, но вскоре всё же совершает самоубийство, бросившись под поезд. Надгробия, которые она заказала, всё же были установлены. После этого, раздавленный чувством вины, Холмс ушёл в отставку. Ватсон, узнав о произошедшем, ненадолго вернулся к другу на Бейкер-стрит и спас его репутацию, переписав трагический финал этой истории в успех.
Второй слой флэшбеков показывает поездку Холмса в Японию, где он встретил своего почитателя Тамики Умэдзаки. Тот позвал его, чтобы подарить желе, а также по личному вопросу: его отец когда-то давно уехал в Англию и больше оттуда не вернулся, написав сыну, что его на это вдохновил Холмс. Умэдзаки хочет узнать всю историю о том, чем именно занялся его отец и каким он был. Однако Шерлок, впервые слышащий всё это, честно отвечает японцу, что на самом деле не знал его отца, и тот скорее всего просто бросил семью ради новой жизни. Умэдзаки оказывается раздавлен этой правдой.
В настоящем Холмсу постепенно становится хуже. Миссис Манро начинает думать о том, чтобы оставить его и переехать работать в отель. Когда она объявляет об этом Холмсу и Роджеру, мальчик взрывается: он совершенно не хочет оставаться представителем рабочего класса и презирает мать за необразованность. А на следующий день, когда Холмс дописал свой рассказ о подлинном деле Келмотов (в своё время он поклялся его написать, если вспомнит детали), происходит несчастье: Роджер впадает в кому из-за многочисленных укусов, которые кажутся пчелиными. Однако затем Холмс вспоминает, что в укусах Роджера не было жал, а следовательно, его покусали осы. Эта догадка приходит к нему очень вовремя: миссис Манро в ярости попыталась сжечь пасеку, виня Холмса в произошедшем. Шерлок объясняет ей, как любит Роджера, а затем сразу находит злополучное осиное гнездо. Они вместе сжигают его и на следующий день приходят к очнувшемуся мальчику. Холмс объявляет, что оставляет им свой дом, так как они — его единственная семья. Миссис Манро соглашается. Спустя какое-то время Роджер начинает учить мать ухаживать за пчёлами, а Холмс выдумывает историю об отце Умэдзаки для того, чтобы подарить покой его семье: он остался в Великобритании ради работы тайного агента, и Холмс встречался с ним пару раз. Он пишет Умэдзаки письмо об этом, подчёркивая, что его отец был храбрым и честным.

## В ролях
- Иэн Маккеллен — Шерлок Холмс, знаменитый лондонский сыщик на пенсии
- Лора Линни — миссис Манро, экономка в доме Шерлока Холмса
- Майло Паркер — Роджер Манро, сын миссис Манро
- Хэтти Морахан — Энн Келмот
- Хироюки Санада — Тамики Умэдзаки
- Зак Шукор — Мацуда Умэдзаки
- Патрик Кеннеди — Томас Келмот
- Роджер Аллам — доктор Барри
- Фил Дэвис — инспектор Гилберт
- Фрэнсис де ла Тур — мадам Ширмер
- Колин Старки — доктор Джон Ватсон
- Джон Сешнс — Майкрофт Холмс, старший брат Шерлока Холмса
- Сара Кроуден — миссис Хадсон
- Николас Роу — Шерлок Холмс в экранизации

## Производство
О том, что планируется снять фильм по роману Митча Каллина «Пчёлы мистера Холмса», было объявлено в сентябре 2013 года. Тогда же стало известно, что главную роль в фильме исполнит Иэн Маккеллен, а режиссёром станет Билл Кондон. В мае 2014 года к съёмочной группе присоединились Лора Линни и Хэтти Морахан. 14 июля 2014 года стало известно, что Картер Бёруэлл напишет музыку к фильму.

## Восприятие
Фильм получил высокие отзывы кинопрессы. На сайте Rotten Tomatoes на основе 188 рецензий  со средним баллом 7,1 из 10 фильм получил оценку 88 %. На сайте Metacritic фильм имеет оценку 63 балла из 100 на основе рецензий 12 критиков.